# Dark Horse (singel Katy Perry)
Dark Horse – trzeci singel amerykańskiej piosenkarki Katy Perry, promujący jej czwarty album, zatytułowany Prism. Powstały przy gościnnym udziale amerykańskiego rapera Juicy J. Po raz pierwszy został wydany 17 września 2013 przez wytwórnię Capitol Records, jako pierwszy singel promocyjny. Ostatecznie jednak w związku z sukcesem, jaki zaczęła odnosić piosenka, Perry wydała go 17 grudnia, jako pełnoprawny singel. Autorami utworu są Katy Perry, Jordan Houston, Lukasz Gottwald, Sarah Hudson, Max Martin oraz Henry Walter, natomiast jego produkcją zajęli się Dr. Luke, Martin, Cirkut.
„Dark Horse” jest utrzymany w stylu muzyki trap i hip-hop, więc różni się od poprzedniego wydawnictwa – „Unconditionally”. Na VMA 2013, Perry poinformowała: „To w pewnym sensie zestawienie. Jestem tam ja, popowa wokalistka z urbanowym brzmieniem hip-hopu, z dość wiedźmińskim i mrocznym tekstem. Trochę tak jakbym była tam wiedźmą ostrzegającą mężczyznę, żeby się we mnie nie zakochiwał, ale jeśli to zrobi, to wie, że będę jego ostatnią”. Piosenka była częścią konkursu sponsorowanego przez Pepsi, w którym kibice mogli głosować za pośrednictwem Twittera, czy „Dark Horse” lub „Walking on Air” ma zostać wydany, jako pierwszy singel promocyjny z Prism. Piosenka została nominowana do Nagrody Grammy w kategorii Best Pop Duo/Group Performance. Utwór sprzedał się w ilości 13,2 miliona egzemplarzy na całym świecie, stając się drugą najlepiej sprzedającą piosenką na całym świecie w 2014.

## Teledysk
Gdy „Dark Horse” osiągnął miejsce pierwsze na amerykańskiej liście Billboard Hot 100, Perry ogłosiła, że pracuje nad teledyskiem. 6 lutego 2014, piosenkarka na swoim Twitterze oznajmiła, że trwają prace nad teledyskiem do nowego singla, a jego premiera ma odbyć się „wkrótce”. 13 lutego 2014, ukazała się zapowiedź kilipu na oficjalnym kanale Vevo artystki, ujawniając egipski motyw wideo. Perry grała postać o imieniu „Katy Pätra”, co miało nawiązywać do Kleopatry. Premiera nastąpiła 20 lutego 2014. Reżyserem teledysku został Mathew Cullen, który wcześniej pracował z piosenkarką w klipie do piosenki „California Gurls”.
9 czerwca 2015 video osiągnęło miliard wyświetleń, a Katy Perry stała się tym samym pierwszą artystką w historii, która tego dokonała.

## Wersje utworu
- Digital download[13]

1. „Dark Horse” – 3:35

- Digital download – Japan Version[14]

1. „Dark Horse” (featuring TEE) – 3:35

- CD single[15]

1. „Dark Horse” – 3:35
2. „Dark Horse” (Johnson Somerset Remix) – 9:01

## Notowania i certyfikaty
| Lista (2013–14)                           | Najwyższa pozycja |
| ----------------------------------------- | ----------------- |
| Australia (ARIA Digital Track Chart)      | 5                 |
| Austria (Ö3 Austria Top 40)               | 2                 |
| Belgia (Ultratop Flandria)                | 1                 |
| Belgia (Ultratop Walonia)                 | 3                 |
| Czechy (Rádio Top 100)                    | 2                 |
| Czechy (Singles Digitál Top 100)          | 4                 |
| Dania (Tracklisten)                       | 6                 |
| Finlandia (Suomen virallinen lista)       | 5                 |
| Francja (SNEP)                            | 6                 |
| Grecja Digital Songs (Billboard)          | 4                 |
| Hiszpania (PROMUSICAE)                    | 9                 |
| Holandia (Dutch Top 40)                   | 1                 |
| Irlandia (IRMA)                           | 3                 |
| Izrael (Media Forest)                     | 4                 |
| Japonia (Japan Hot 100)                   | 91                |
| Kanada (Canadian Hot 100)                 | 1                 |
| Liban (OLT 20)                            | 14                |
| Luksemburg Digital Songs (Billboard)      | 1                 |
| Niemcy (Media Control Charts)             | 6                 |
| Norwegia (VG-lista)                       | 2                 |
| Nowa Zelandia (Recorded Music NZ)         | 2                 |
| Polska (AirPlay – Top)                    | 1                 |
| Portugalia Digital Songs (Billboard)      | 10                |
| Słowacja (Rádio Top 100)                  | 16                |
| Słowacja (Singles Digitál Top 100)        | 11                |
| Stany Zjednoczone (Billboard Hot 100)     | 1                 |
| Stany Zjednoczone (Adult Contemporary)    | 6                 |
| Stany Zjednoczone (Adult Top 40)          | 2                 |
| Stany Zjednoczone (Dance Club Songs)      | 1                 |
| Stany Zjednoczone (Top 40 Mainstream)     | 1                 |
| Stany Zjednoczone (Hot R&B/Hip-Hop Songs) | 12                |
| Szkocja (Official Charts Company)         | 3                 |
| Szwajcaria (Schweizer Hitparade)          | 4                 |
| Szwecja (Sverigetopplistan)               | 2                 |
| Węgry (Single Top 40)                     | 6                 |
| Węgry (Rádiós Top 40)                     | 27                |
| Wielka Brytania (Official Charts Company) | 4                 |
| Włochy (FIMI)                             | 5                 |

| Lista (2013)                              | Najwyższa pozycja |
| ----------------------------------------- | ----------------- |
| Nowa Zelandia (Recorded Music NZ)         | 28                |
| Lista (2014)                              | Najwyższa pozycja |
| Dania (Tracklisten)                       | 16                |
| Izrael (Media Forest)                     | 34                |
| Kanada (Canadian Hot 100)                 | 6                 |
| Niemcy (Official German Charts)           | 11                |
| Nowa Zelandia (Recorded Music NZ)         | 31                |
| Polska (ZPAV)                             | 26                |
| Stany Zjednoczone (Billboard Hot 100)     | 2                 |
| Stany Zjednoczone (Adult Top 40)          | 9                 |
| Stany Zjednoczone (Dance Club Songs)      | 8                 |
| Stany Zjednoczone (Pop Songs)             | 1                 |
| Wielka Brytania (Official Charts Company) | 20                |
| Włochy (FIMI)                             | 17                |

| Państwo                  | Status             |
| ------------------------ | ------------------ |
| Belgia (BEA)             | złota płyta        |
| Kanada (Music Canada)    | 3× platynowa płyta |
| Meksyk (AMPROFON)        | 2× platynowa płyta |
| Niemcy (BVMI)            | platynowa płyta    |
| Norwegia (IFPI Norwegia) | 3× platynowa płyta |
| Nowa Zelandia (RMNZ)     | 2× platynowa płyta |
| Stany Zjednoczone (RIAA) | diamentowa płyta   |
| Szwecja (GLF)            | 4× platynowa płyta |
| Wielka Brytania (BPI)    | platynowa płyta    |
| Włochy (FIMI)            | 3× platynowa płyta |
| Streaming                |                    |
| Dania (IFPI Dania)       | 2× platynowa płyta |
| Hiszpania (PROMUSICAE)   | platynowa płyta    |

## Historia wydania
| Kraj              | Data             | Format                                                                                 | Wytwórnia | Źródło |
| ----------------- | ---------------- | -------------------------------------------------------------------------------------- | --------- | ------ |
| Świat             | 17 września 2013 | Digital download (udostępnione za pomocą zamówienia pre-orderu albumu Prism na iTunes) | Capitol   | [ 78 ] |
| Stany Zjednoczone | 17 grudnia 2013  | Contemporary hit radio                                                                 | Capitol   | [ 3 ]  |
| Stany Zjednoczone | 17 grudnia 2013  | Rhythmic radio                                                                         | Capitol   | [ 79 ] |
| Włochy            | 14 lutego 2014   | Contemporary hit radio                                                                 | Universal | [ 80 ] |
| Niemcy            | 28 lutego 2014   | CD single                                                                              | Capitol   | [ 15 ] |
| Stany Zjednoczone | 11 marca 2014    | Urban contemporary radio                                                               | Capitol   | [ 81 ] |